# Pupazzo di neve

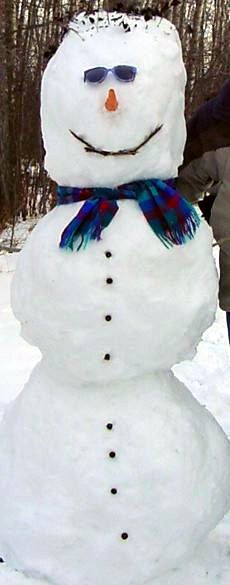
Un pupazzo di neve alto 187 cm

Un pupazzo di neve, popolare divertimento invernale per i bambini e gli adulti, è una figura antropomorfa costruita con la neve.

## Descrizione
Un pupazzo di neve può essere costruito arrotolando una grande palla di neve per un "corpo". Una seconda (o anche una terza) palla più piccola viene posta sopra la precedente, per formare quella che sarà la testa del pupazzo. Le caratteristiche del volto, come occhi, labbra e naso, vengono solitamente fatte usando del materiale di recupero.
Le decorazioni aggiuntive possono essere, naturalmente, di qualunque tipo, come braccia, scopa, cappello, bottoni o quant'altro utile a rendere divertente, grottesco e simpatico il pupazzo.

## Storia
La documentazione circa l'abitudine di realizzare pupazzi di neve nel periodo invernale è poco chiara. Bob Eckstein, autore del libro "La Storia del Pupazzo di Neve" ha documentato la presenza di pupazzi di neve sin dal Medioevo, attraverso la raccolta di numeroso materiale presente all'interno di diversi musei europei e gallerie d'arte.
Il primo documento trovato dallo scrittore fu una illustrazione marginale presente nel "Libro delle Ore", datato 1380 circa e conservato presso la Biblioteca Nazionale dell'Aia, nei Paesi Bassi.
La prima fotografia scattata ad un pupazzo di neve risale invece al 1853, e fu realizzata dalla fotografa gallese Mary Dillwyn. L'originale della fotografia è oggi conservato presso la Biblioteca Nazionale del Galles, nel Regno Unito.

## Influenza culturale
Nel 1978, il fumettista inglese Raymond Briggs pubblicò un libro esclusivamente illustrato Il pupazzo di neve, da cui fu tratto un mediometraggio nel 1982 e un videogioco nel 1984. Sempre in campo fumettistico, i pupazzi di neve sono spesso usati per una gag ricorrente nella striscia a fumetti Calvin & Hobbes.
Nell'album Il dito e la luna del cantautore Angelo Branduardi è presente la canzone Lamento di un uomo di neve, scritta come le altre del lavoro da Giorgio Faletti.

## Galleria d'immagini

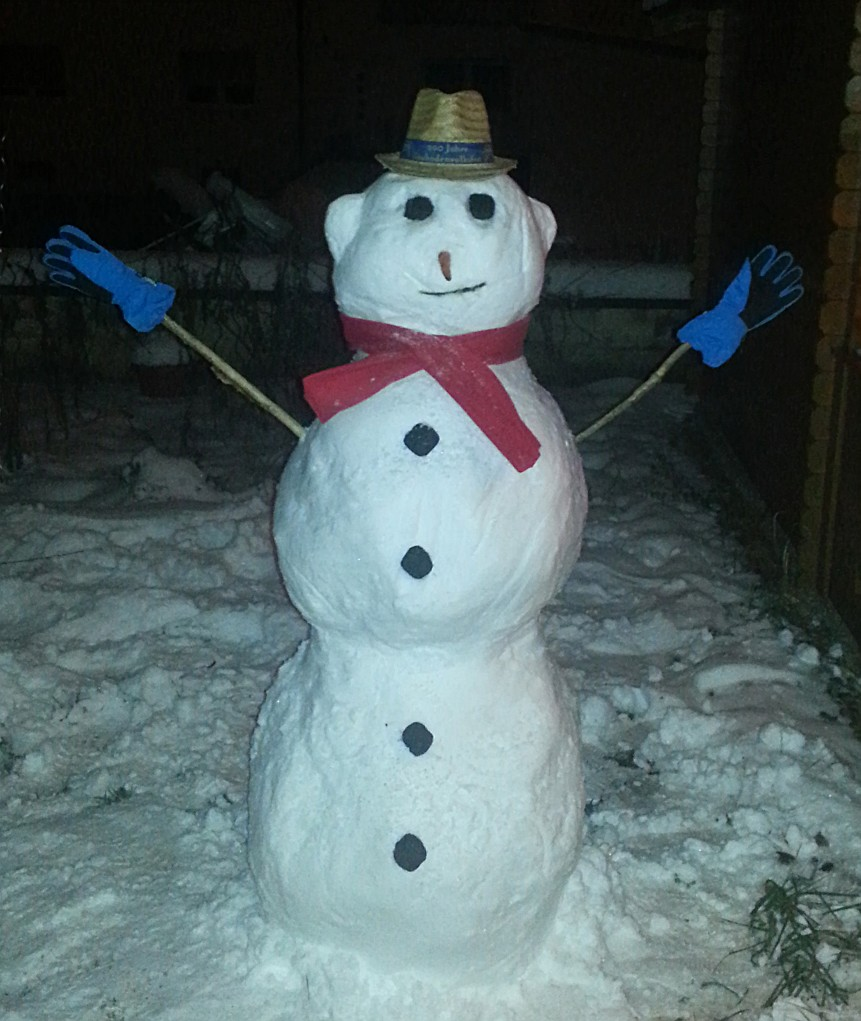
Pupazzo di neve in Germania
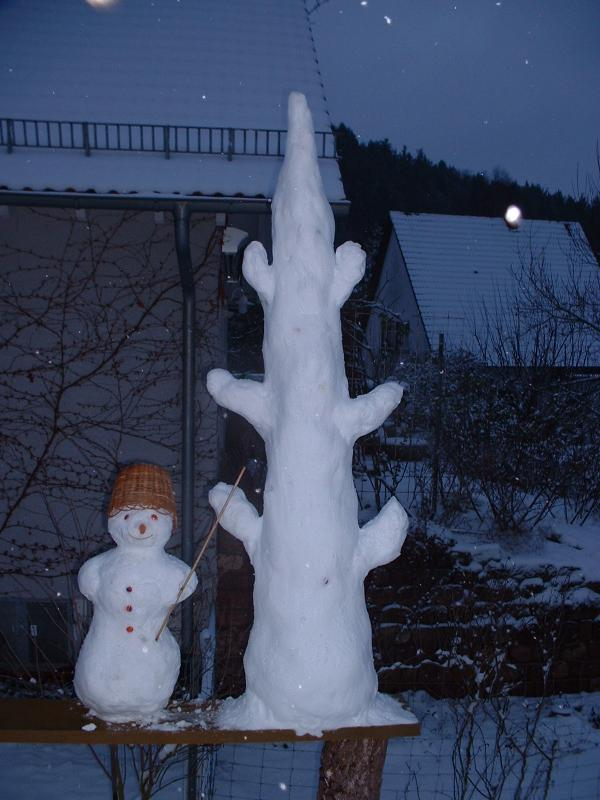
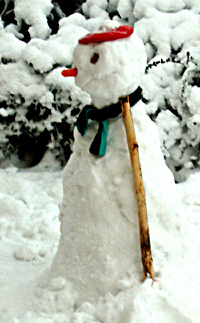
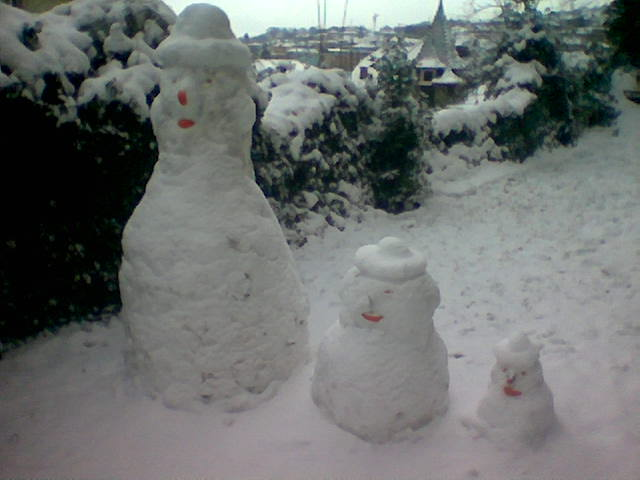
Una famiglia di pupazzi di neve
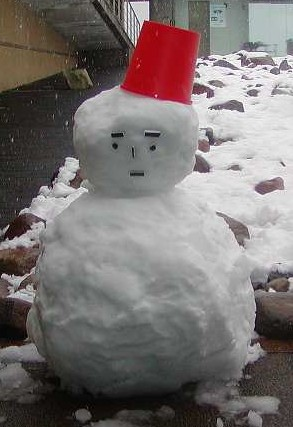
Un daruma di neve
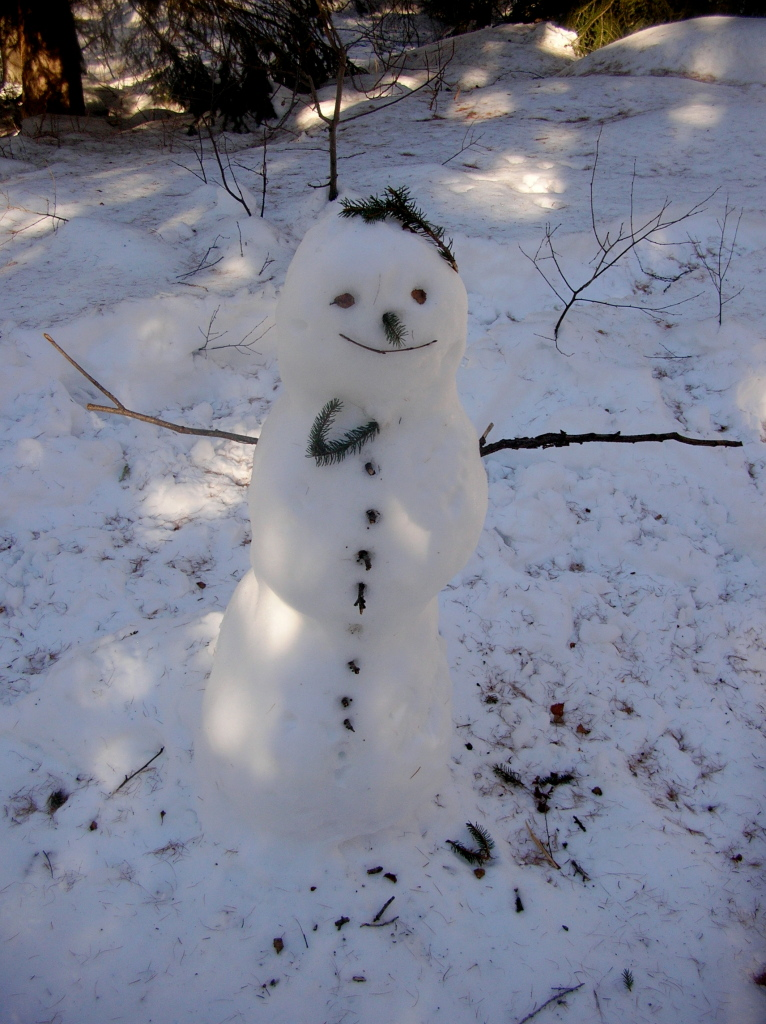